# Myzostoma armatae
Myzostoma armatae is een ringworm uit de familie Myzostomatidae.
Myzostoma armatae werd in 1989 voor het eerst wetenschappelijk beschreven door Grygier.